# Седерхат
Седерхат (рум. Sederhat) је насеље града Печка, жупанија Арад у Румунији. Налази се на надморској висини од 102 м.

## Становништво
Према попису из 2002. године у насељу је живело 308 становника.
Попис 2002.
| Етнички састав према попису из 2002. године‍ | Етнички састав према попису из 2002. године‍ | Етнички састав према попису из 2002. године‍ | Етнички састав према попису из 2002. године‍ | Етнички састав према попису из 2002. године‍ |
| ------------------------------------------- | ------------------------------------------- | ------------------------------------------- | ------------------------------------------- | ------------------------------------------- |
|                                             |                                             |                                             |                                             |                                             |
| Румуни                                      | Румуни                                      |                                             | 250                                         | 82,2%                                       |
| Мађари                                      | Мађари                                      |                                             | 54                                          | 17,8%                                       |